# Invasione giapponese di Taiwan (1616)
L'invasione giapponese di Taiwan nel 1616 fu un conflitto tra lo shogunato Tokugawa e la dinastia Ming a causa del dominio su Taiwan.
Il magistrato giapponese di Nagasaki, Murayama Tōan, lanciò l'invasione contro Taiwan, con l'obiettivo di stabilire una base per la fornitura diretta di seta cinese, invece di doverla rifornire da Macao o Manila. In precedenza anche Toyotomi Hideyoshi aveva pianificato di conquistare Taiwan e di aumentare la potenza marittima del Giappone. Tuttavia, il re delle Ryūkyū Sho Nei aveva avvertito l'imperatore cinese Wanli dei piani giapponesi di catturare Taiwan.
Il 15 maggio 1616 (secondo alcuni 1615) la spedizione lasciò Nagasaki. La flotta di Murayama era composta da 13 navi e 4 000 guerrieri, sotto il comando di uno dei suoi figli. Tuttavia un tifone disperse le forze d'invasione e solo una nave riuscì a raggiungere l'isola, dove però fu respinta dalle forze locali. Questo fallimento mise una fine anticipata allo sforzo d'invasione. Un'altra nave cadde in imboscata in un fiume e tutto il suo equipaggio si suicidò per evitare di essere catturato da parte delle forze Ming o delle tribù indigene taiwanesi.
Diverse navi giapponesi deviarono per saccheggiare la costa cinese. Alcune navi giapponesi raggiunsero le coste del Vietnam e tornarono a Nagasaki solo a luglio 1617. Si dice che abbiano ucciso più di 1200 cinesi.